# Сафіна Дінара Мубінівна
Діна́ра Мубі́нівна Са́фіна (тат. Dinara Mөbin qızı Safina, Динара Мөбин кызы Сафина), (* 27 квітня 1986, Москва, Росія) — російська тенісистка, сестра Марата Сафіна. У наш час[коли?] мешкає в Монако. Етнічна татарка. Найкраща позиція в рейтингу WTA — 1-е місце (на 20 квітня 2009 року).

## Біографія
Батько Дінари є тенісним тренером, і тому, що таке тенісний корт Дінара пізнала ще у дитячому віці. Вже з трьох років вона почала тренуватися під батьківським наглядом, але лише у віці 8 років почала цим займатися постійно. Згодом мати і Дінара переїжджають до Валенсії, Іспанія, де на той час мешкав її брат Марат. В Іспанії Дінара навчилася іспанській мові і розвинула сильну, потужну подачу, яка допомагала їй у грі.
Лютий 2001 — вперше ввійшла до рейтингу WTA.
2002 — перша перемога в WTA-турі на турнірі в польському Сопоті, і при цьому стала най молодшою спортсменкою, яка коли-небудь вигравала професійний турнір.
Виграла ще 2 турніри WTA: Палермо, Італія (2003), Газ-де-Франс, Франція (2005).
2005 — перемогла Марію Шарапову (на той час першу ракетку світу) в чвертьфінальному матчі на Кубку Кремля-2005. Увійшла до складу жіночої збірної Росії.
Фіналістка Ролан Гаррос 2008 у одиночному розряді, поступилася в 2 сетах Ані Іванович.
Переможниця US Open 2007 в парному розряді (з Наталі Деші)

## Фінали турнірів WTA

### Одиночний розряд: 24 (12 титулів, 12 поразок)
| Легенда                                         |
| ----------------------------------------------- |
| Турніри Великого шлему (0–3)                    |
| Olympics (0–1)                                  |
| WTA 1000 (Tier I / Premier 5 / Premier M) (5–3) |
| WTA 500 (Tier II / Premier) (2–2)               |
| WTA 250 (5–3)                                   |

| Покриття     |
| ------------ |
| Тверде (5–5) |
| Ґрунт (6–5)  |
| Трава (0–2)  |
| Килим (1)    |

| Результат | В-П   | Дата     | Турнір                                                | Категорія     | Покриття   | Опонент            | Рахунок            |
| --------- | ----- | -------- | ----------------------------------------------------- | ------------- | ---------- | ------------------ | ------------------ |
| Перемога  | 1–0   | Лип 2002 | Orange Warsaw Open, Польща                            | Tier III      | Ґрунт      | Генрієта Надьова   | 6–3, 4–0, ret.     |
| Перемога  | 2–0   | Лип 2003 | Internazionali Femminili di Tennis di Palermo, Італія | Tier V        | Ґрунт      | Катарина Среботнік | 6–3, 6–4           |
| Поразка   | 2–1   | Жов 2004 | BGL Luxembourg Open, Люксембург                       | Tier III      | Тверде (i) | Алісія Молік       | 3–6, 4–6           |
| Перемога  | 3–1   | Лют 2005 | Open GDF Suez, Франція                                | Tier II       | Килим (i)  | Амелі Моресмо      | 6–4, 2–6, 6–3      |
| Перемога  | 4–1   | Тра 2005 | Prague Open, Чехія                                    | Tier IV       | Ґрунт      | Зузана Ондрашкова  | 7–6(7–2), 6–3      |
| Поразка   | 4–2   | Тра 2006 | Мастерс Рим, Італія                                   | Tier I        | Ґрунт      | Мартіна Хінгіс     | 2–6, 5–7           |
| Поразка   | 4–3   | Чер 2006 | Rosmalen Grass Court Championships, Нідерланди        | Tier III      | Трава      | Міхаелла Крайчек   | 3–6, 4–6           |
| Перемога  | 5–3   | Січ 2007 | Australian Тверде Court Championships, Австралія      | Tier III      | Тверде     | Мартіна Хінгіс     | 6–3, 3–6, 7–5      |
| Поразка   | 5–4   | Кві 2007 | Charleston Open, США                                  | Tier I        | Ґрунт      | Єлена Янкович      | 2–6, 2–6           |
| Перемога  | 6–4   | Тра 2008 | German Open, Німеччина                                | Tier I        | Ґрунт      | Олена Дементьєва   | 3–6, 6–2, 6–2      |
| Поразка   | 6–5   | Чер 2008 | Відкритий чемпіонат Франції з тенісу, Франція         | Grand Slam    | Ґрунт      | Ана Іванович       | 4–6, 3–6           |
| Поразка   | 6–6   | Чер 2008 | Rosmalen Championships, Нідерланди (2)                | Tier III      | Трава      | Тамарін Танасугарн | 5–7, 3–6           |
| Перемога  | 7–6   | Лип 2008 | LA Women's Tennis Championships, США                  | Tier II       | Тверде     | Флавія Пеннетта    | 6–4, 6–2           |
| Перемога  | 8–6   | Сер 2008 | Мастерс Канада, Канада                                | Tier I        | Тверде     | Домініка Цібулкова | 6–2, 6–1           |
| Поразка   | 8–7   | Сер 2008 | Summer Olympics, КНР                                  | Olympics      | Тверде     | Олена Дементьєва   | 6–3, 5–7, 3–6      |
| Перемога  | 9–7   | Вер 2008 | Toray Pan Pacific Open, Японія                        | Tier I        | Тверде     | Світлана Кузнецова | 6–1, 6–3           |
| Поразка   | 9–8   | Січ 2009 | Sydney International, Австралія                       | Premier       | Тверде     | Олена Дементьєва   | 3–6, 6–2, 1–6      |
| Поразка   | 9–9   | Січ 2009 | Відкритий чемпіонат Австралії з тенісу, Австралія     | Grand Slam    | Тверде     | Серена Вільямс     | 0–6, 3–6           |
| Поразка   | 9–10  | Тра 2009 | Porsche Tennis Grand Prix, Німеччина                  | Premier       | Ґрунт (i)  | Світлана Кузнецова | 4–6, 3–6           |
| Перемога  | 10–10 | Тра 2009 | Italian Open, Італія                                  | Premier 5     | Ґрунт      | Світлана Кузнецова | 6–3, 6–2           |
| Перемога  | 11–10 | Тра 2009 | Мастерс Мадрид, Іспанія                               | Premier M     | Ґрунт      | Каролін Возняцкі   | 6–2, 6–4           |
| Поразка   | 11–11 | Чер 2009 | French Open, Франція (2)                              | Grand Slam    | Ґрунт      | Світлана Кузнецова | 4–6, 2–6           |
| Перемога  | 12–11 | Лип 2009 | Banka Koper Slovenia Open, Словенія                   | International | Тверде     | Сара Еррані        | 6–7(5–7), 6–1, 7–5 |
| Поразка   | 12–12 | Сер 2009 | Мастерс Цинциннаті, США                               | Premier 5     | Тверде     | Єлена Янкович      | 4–6, 2–6           |

### Парний розряд: 16 (9 титулів, 7 поразок)
| Легенда                      |
| ---------------------------- |
| Турніри Великого шлему (1–1) |
| WTA 1000 (Premier M) (1–0)   |
| WTA 500 (Tier II) (2–4)      |
| WTA 250 (5–2)                |

| Покриття     |
| ------------ |
| Тверде (7–6) |
| Трава (1–0)  |
| Килим (1–1)  |

| Результат | В-П | Дата     | Турнір                                                     | Категорія     | Покриття   | Партнер                 | Опонент                               | Рахунок                    |
| --------- | --- | -------- | ---------------------------------------------------------- | ------------- | ---------- | ----------------------- | ------------------------------------- | -------------------------- |
| Поразка   | 0–1 | Січ 2003 | Richard Luton Properties Canberra International, Австралія | Tier V        | Тверде     | Дая Беданова            | Татьяна Гарбін Емілі Луа              | 3–6, 6–3, 4–6              |
| Поразка   | 0–2 | Січ 2004 | Sydney International, Австралія                            | Tier II       | Тверде     | Меган Шонессі           | - Кара Блек - Ренне Стаббс            | 5–7, 6–3, 4–6              |
| Перемога  | 1–2 | Вер 2004 | China Open, КНР                                            | Tier II       | Тверде     | Еммануель Гальярді      | - Хісела Дулко - Марія Венто-Кабчі    | 6–4, 6–4                   |
| Поразка   | 1–3 | Січ 2005 | Hobart International, Австралія                            | Tier V        | Тверде     | Анабель Медіна Гаррігес | - Янь Цзи - Чжен Цзє                  | 4–6, 5–7                   |
| Поразка   | 1–4 | Лют 2005 | Open GDF Suez, Франція                                     | Tier II       | Тверде (i) | Анабель Медіна Гаррігес | - Івета Бенешова - Квета Пешке        | 2–6, 6–2, 2–6              |
| Поразка   | 1–5 | Лют 2005 | Diamond Games, Бельгія                                     | Tier II       | Килим (i)  | Анабель Медіна Гаррігес | Кара Блек Ельс Калленс                | 6–3, 4–6, 4–6              |
| Перемога  | 2–5 | Чер 2005 | Rosmalen Grass Court Championships, Нідерланди             | Tier III      | Трава      | Анабель Медіна Гаррігес | Івета Бенешова Нурія Льягостера Вівес | 6–4, 2–6, 7–6(13–11)       |
| Перемога  | 3–5 | Січ 2006 | Australian Тверде Court Championships, Австралія           | Tier III      | Тверде     | Меган Шонессі           | Кара Блек Ренне Стаббс                | 6–2, 6–3                   |
| Перемога  | 4–5 | Лют 2006 | Diamond Games, Бельгія                                     | Tier II       | Килим (i)  | Катарина Среботнік      | - Стефані Форец - Міхаелла Крайчек    | 6–1, 6–1                   |
| Поразка   | 4–6 | Вер 2006 | Відкритий чемпіонат США з тенісу, США                      | Grand Slam    | Тверде     | Катарина Среботнік      | - Наталі Деші - Віра Звонарьова       | 6–7(5–7), 5–7              |
| Перемога  | 5–6 | Січ 2007 | Australian Тверде Court Championships, Австралія (2)       | Tier III      | Тверде     | Катарина Среботнік      | - Івета Бенешова - Галина Воскобоєва  | 6–3, 6–4                   |
| Перемога  | 6–6 | Вер 2007 | US Open, США                                               | Grand Slam    | Тверде     | Наталі Деші             | - Латіша Чжань - Чжуан Цзяжун         | 6–4, 6–2                   |
| Поразка   | 6–7 | Жов 2007 | Porsche Tennis Grand Prix, Німеччина                       | Tier II       | Тверде (i) | Латіша Чжань            | Квета Пешке Ренне Стаббс              | 7–6(7–5), 6–7(4–7), [2–10] |
| Перемога  | 7–7 | Січ 2008 | Australian Тверде Court Championships, Австралія (3)       | Tier III      | Тверде     | Агнеш Савай             | Yan Zi Чжен Цзє                       | 6–1, 6–2                   |
| Перемога  | 8–7 | Бер 2008 | Indian Wells Open, США                                     | Premier M     | Тверде     | Олена Весніна           | Yan Zi Чжен Цзє                       | 6–1, 1–6, [10–8]           |
| Перемога  | 9–7 | Бер 2011 | BMW Malaysian Open, Малайзія                               | International | Тверде     | Галина Воскобоєва       | - Ноппаван Летчівакарн - Джессіка Мор | 7–5, 2–6, [10–5]           |